# Скоростные дороги Японии

Знак «Только легковые автомобили» перед въездом на скоростную дорогу с обычной

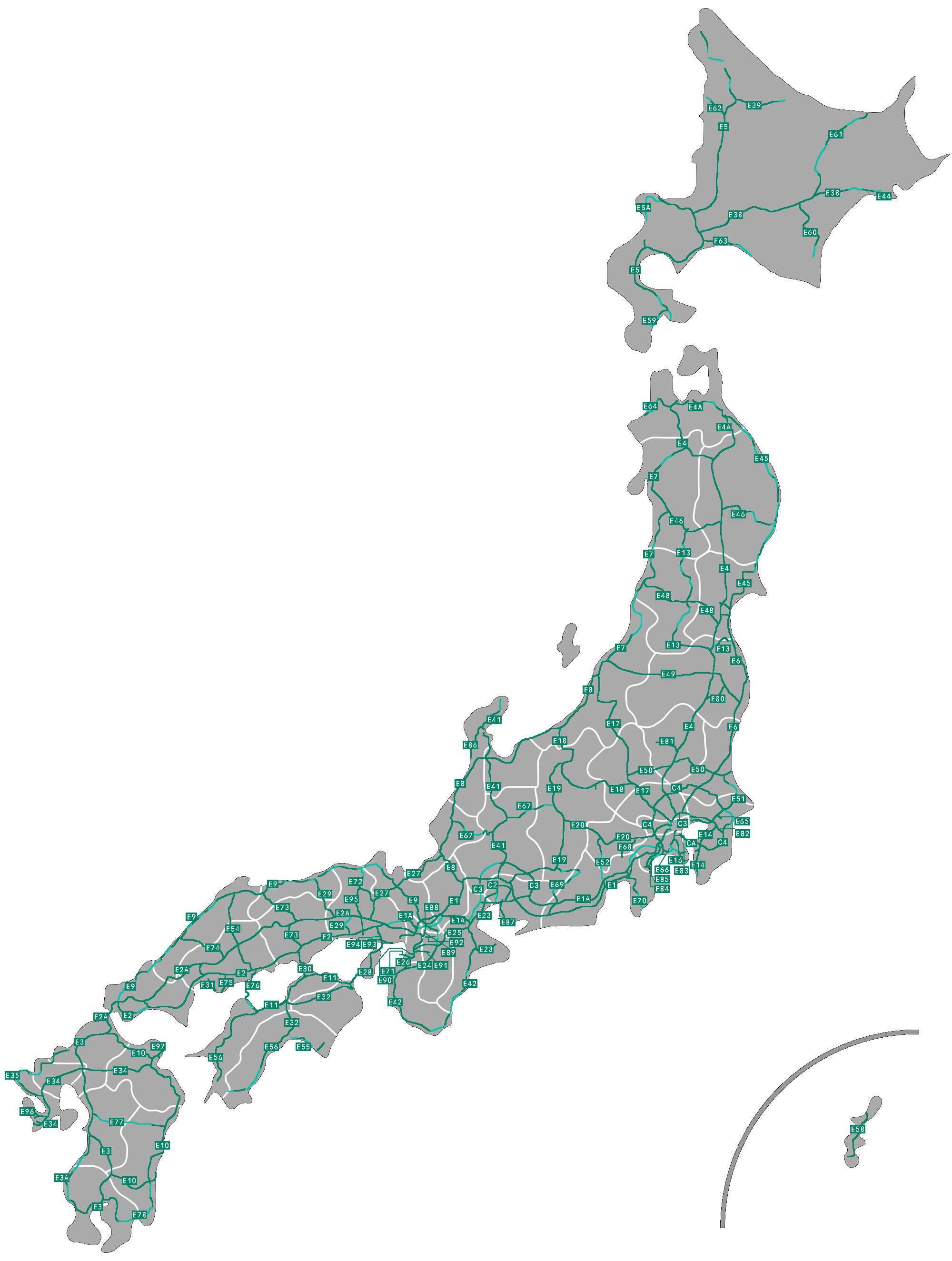

Скоростные дороги (яп. 高速道路 Ко:соку до:ро) — сеть скоростных платных автодорог на территории Японии. Общая протяженность национальных скоростных дорог (national expressway) составляет 9050,3 км (64,64% от плана в 14 000 км.), национальных автомагистралей (National Highway) — 55 тыс. км

## История
Экономическое возрождение Японии после Второй мировой войны привело к огромному росту количества частных автомобилей, однако существовавшая дорожная система не соответствовала изменившимся условиям (в 1956 году лишь 23 % дорог национального значения было асфальтированными). В апреле 1956 года правительством Японии была создана Японская дорожная корпорация (日本道路公団), задачей которой было строительство национальной сети скоростных дорог. В 1957 году началось строительство скоростной автодороги между городами Нагоя и Кобе, первая очередь которой была сдана в эксплуатацию в 1963 году.
Параллельно со строительством скоростных дорог общенационального значения, правительством были созданы корпорации для строительства скоростных дорог в урбанизированных районах страны. В 1959 году была создана корпорация для строительства скоростных дорог в Токио, в 1962 — для строительство в регионе Осака-Кобе-Киото.
В 1966 году был утверждён план строительства национальной сети скоростных дорог общей протяжённостью 7600 км. В соответствии с этим планом дороги, идущие параллельно побережью, получали приоритет над дорогами, пересекающими внутреннюю горную часть. В 1987 году план был пересмотрен в сторону расширения, и планируемая длина скоростных дорог была увеличена до 14000 км.

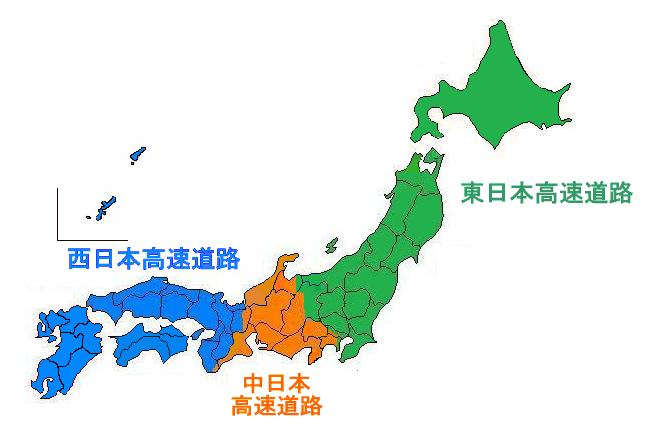
Деление Японии на восточную, центральную и западную зоны между компаниями, управляющими скоростными дорогами

В октябре 2005 года в соответствии с планом реформ правительства Дзюнъитиро Коидзуми корпорации, строящие автодороги, и компания, заведующая мостом между островами Хонсю и Сикоку, были приватизированы, при этом сеть дорог Японской дорожной корпорации была разделена между тремя операторами, действующими в Восточной, Центральной и Западной Японии соответственно.
В настоящее время на скоростных дорогах используется система бесконтактной оплаты (ETC). Транспондерами системы оснащено более 85 % транспортных средств — 34 миллиона (на 2012 год).